# Atenas Antiga
Atenas alcançou seu auge durante o período clássico da Grécia Antiga (508–322 a.C.) quando era o principal centro urbano da importante pólis (cidade-Estado) de mesmo nome, localizado em Ática, na Grécia. A cidade tem sido continuamente habitada há cerca de 4 000 anos e tornou-se a principal cidade grega da época, sendo a líder da Liga de Delos durante a Guerra do Peloponeso contra Esparta e a Liga do Peloponeso.
A democracia ateniense foi criada em 508 a.C. por Clístenes após a tirania de Iságoras. Este sistema de governo permaneceu notavelmente estável e, apesar de algumas breves interrupções, permaneceu funcionando por 180 anos, até 322 a.C. (após a Guerra Lamiaca). O auge da hegemonia ateniense foi alcançado entre as décadas de 440 e 430 a.C., conhecido como o "Século de Péricles".
No período clássico, Atenas era um centro artístico, estudantil e filosófico, sendo a sede da Academia de Platão e do Liceu de Aristóteles. Atenas também foi o berço de Sócrates, Péricles, Sófocles e muitos outros proeminentes filósofos, escritores e políticos do mundo antigo. A cidade é amplamente considerada como o berço da civilização ocidental e da democracia, em grande parte devido ao impacto de suas realizações culturais e políticas na Europa durante os século IV e V a.C.
Após o fim do período clássico, a cidade foi dominada por povos estrangeiros e entrou em declínio durante a Idade Média. Durante o domínio do Império Bizantino Atenas se recuperou e a cidade foi relativamente próspera durante o período das Cruzadas (séculos XII e XIII), beneficiando o comércio italiano. Após um período de declínio acentuado sob o domínio do Império Otomano, Atenas ressurgiu no século XIX como a capital do novo Estado grego independente.

## História

### Origem

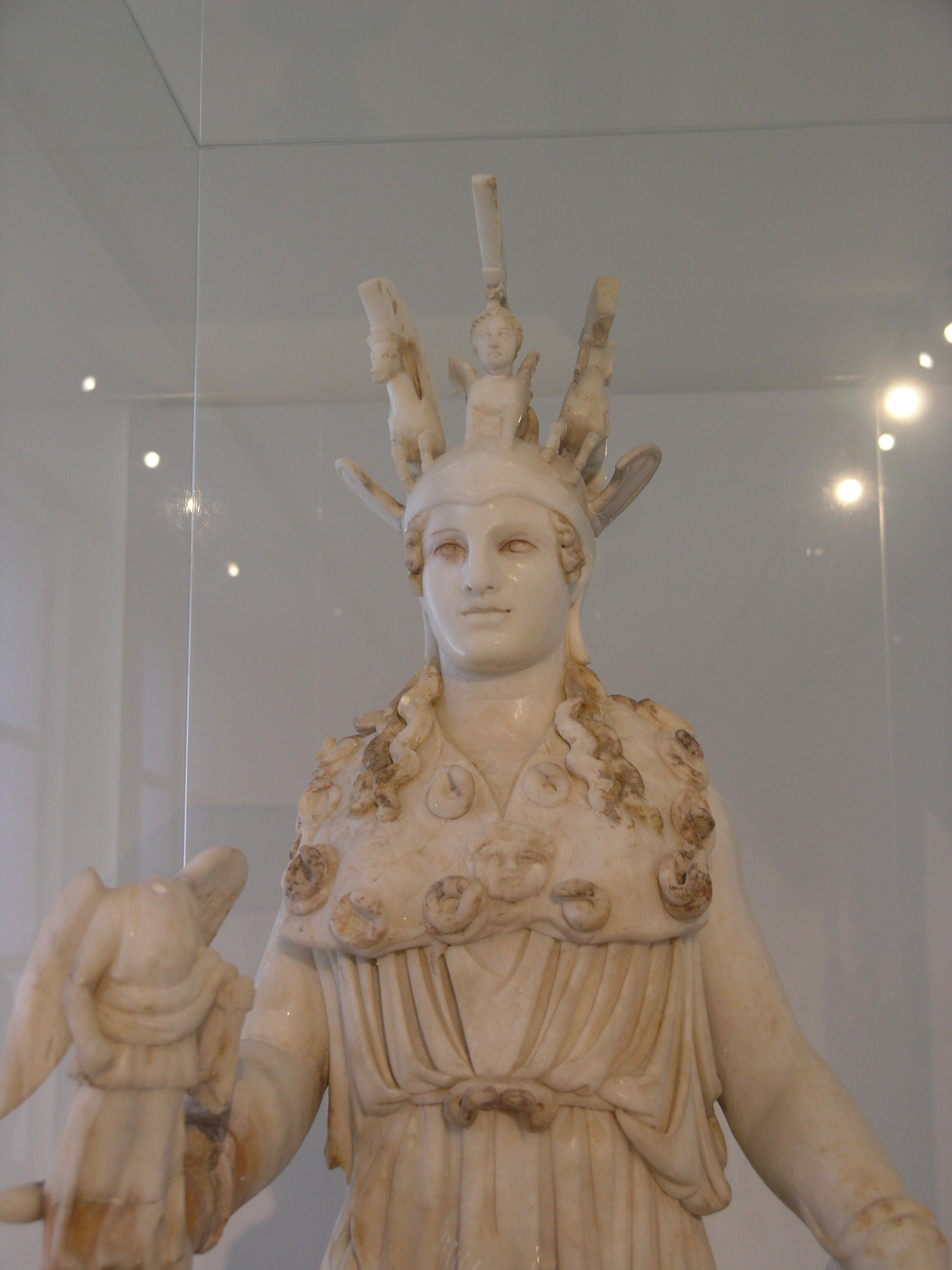
Estátua da deusa Atena no Museu Arqueológico Nacional.

Apesar de os antigos habitantes de Atenas se considerarem Autóctones, eles na verdade resultam de uma lenta mistura de populações pré-helênicas realmente autóctones com populações helênicas, vindas principalmente da Iônia, sem histórico de conflitos ou conquistas violentas. Sua posição geográfica deixou Atenas fora das correntes invasoras dóricas. Mais tarde sua população sofreu novamente influência externa pela chegada gradual de estrangeiros, atraídos pela prosperidade comercial da cidade.
Até cerca do século VIII a.C. a região não constituía uma unidade política, sendo dividida em pequenas comunidades. A união destas comunidades é associada à figura mitológica de Teseu. A colina conhecida como Acrópole passou então a ser a capital do novo estado.
Na origem lendária, a região da Ática era disputada entre Poseidon e Atena. Os deuses dariam a região aquele que desse aos habitantes o presente mais útil. Poseidon deu então uma fonte de água, e Atena o suplantou criando a oliveira. A cidade ganhou então seu nome do nome desta deusa.
Essa disputa entre os deuses parece estar ligada a uma mudança na população dominante da região em algum momento da sua história antiga.

### Reformas e democracia

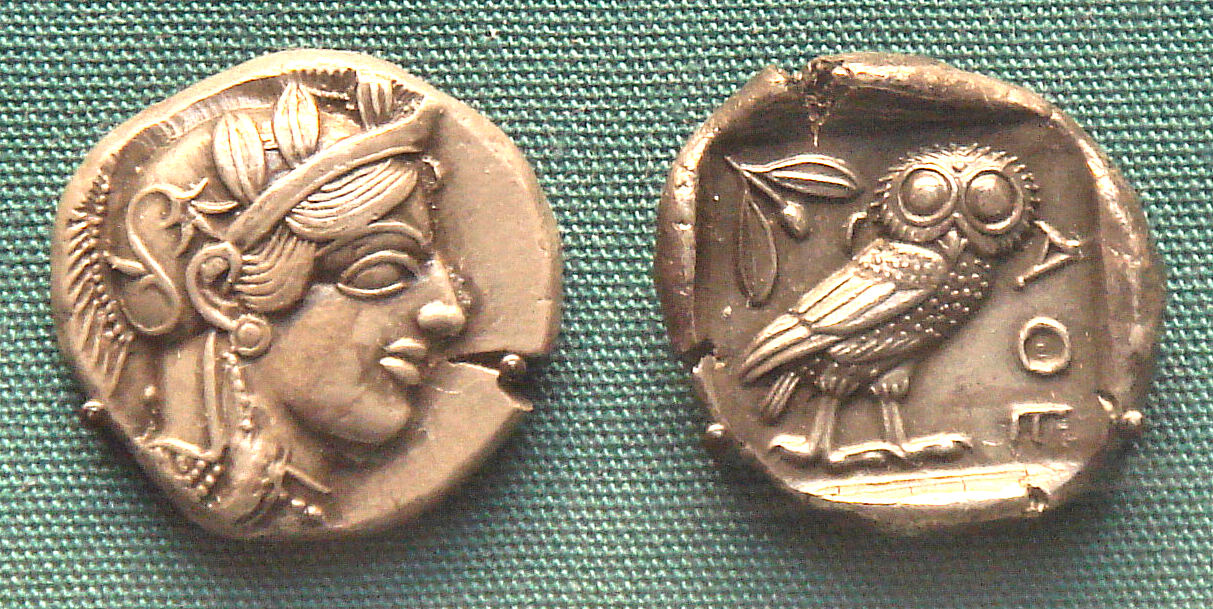
Moedas atenienses do século V a.C., mostrando a Coruja de Atena

No século V a.C. Atenas se destaca como um estado poderoso, mas ainda sofrendo ameaças dos persas, auxiliados por Hípias que tentava restabelecer a tirania. Durante seis anos os persas foram detidos pelas revoltas das cidades gregas na Iônia auxiliadas por Atenas. Finalmente em 490 a.C. iniciaram-se as Guerras Médicas, quando os persas tentaram a primeira invasão detida em Maratona. A segunda Guerra Médica, dez anos depois, encontrou em Atenas uma forte marinha de guerra, graças a influência de Temístocles. No final da guerra, apesar da cidade estar em ruínas, a frota ateniense se encontrava intacta, e seu prestígio ainda maior, conquistando com isso a hegemonia sobre todos os gregos da Iônia.
O crescimento proporcionado nos tempos de Pisístrato também fez com que Atenas se tornasse dependente  da importação de alimentos e matérias primas para a indústria, e para isso o domínio do mar era de suma importância. Sendo a única frota capaz de proteger a Grécia e as ilhas do Mar Egeu contra os persas, Atenas dominou as cidades gregas que se haviam rebelado contra a Pérsia, iniciando assim a Confederação de Delos. Através desta confederação, de suas colônias e clerucos no Mar Egeu e no Ponto Euxino Atenas se transformou em uma potência imperial sob a liderança principalmente de Címon e Péricles. Com o tempo tomou o controle de seus aliados e apenas três deles mantiveram sua independência: Samos, Quios e Mitilene.

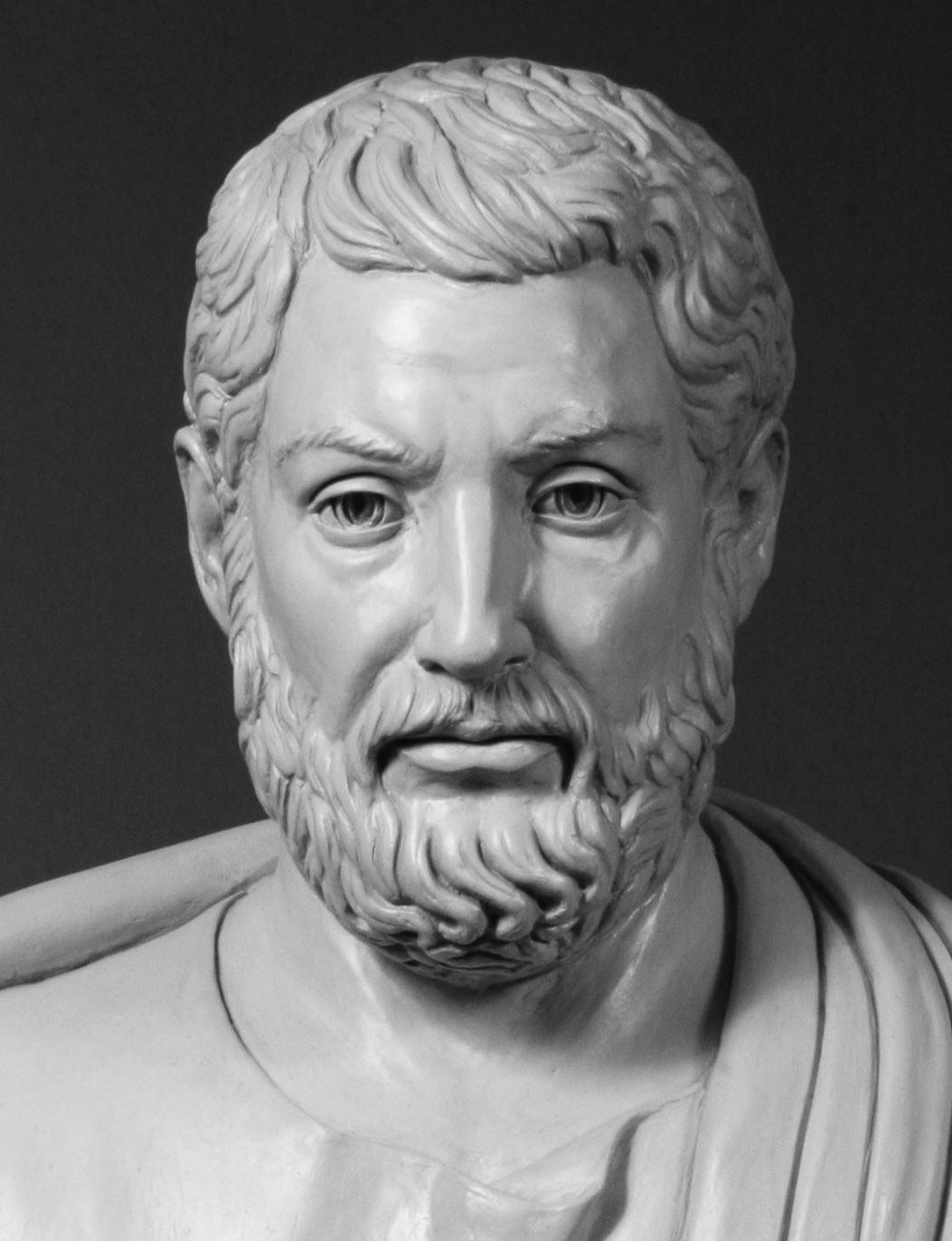
Clístenes foi um reformador de Atenas que ampliou o poder da assembleia popular e que é considerado o pai da democracia ateniense.

Na política, através das reformas constitucionais de Efialtes e Péricles, Atenas atingiu o auge de sua democracia: Governo do povo pelo povo, cargos públicos acessíveis a todos os cidadãos e remuneração dos cidadãos que exercessem cargos públicos para que mesmo os mais pobres pudessem suportar o ônus desses cargos. Foram criados em 501 a.C. 10 novos cargos de estratego e a escolha dos arcontes passou a ser mediante sorteio a partir de 487 a.C. A partir de 458−457 a.C. o arcontado foi aberto a todos os cidadãos, e não apenas aos mais ricos.
Entretanto, o imperialismo ateniense ofendeu o sentimento grego de independência das cidades estado e ameaçou a hegemonia comercial de Corinto. Esta cidade comercial por excelência viu seus interesses ameaçados quando Atenas assumiu o controle de Mégara e ocupou Náupactos, no golfo de Corinto em 459 a.C. e no mesmo ano a guerra entre as duas cidades havia eclodido. Egina e Esparta se juntaram também a esta guerra contra Atenas. Apesar de conseguir a capitulação de Égina em 457−456 a.C. e conquistar a Beócia em 457 a.C., Atenas sofreu reveses em várias frentes. A decisão de atacar os persas no Egito levando a destruição de um flotilha de socorro em 454 a.C. e a derrota para os beócios em Coroneia no ano de 447 a.C. deixaram Atenas em uma posição frágil. Por isso, em 446 a.C. Atenas concluiu um tratado de paz por 30 anos (chamado de "Paz de Trinta Anos") com Esparta pondo fim a primeira Guerra do Peloponeso.

### Séculos VII e VI a.C.
O período dos séculos VII e VI a.C. foi marcado por grande instabilidade e mudança social em Atenas. As terras se acumulavam cada vez mais nas mãos de poucos e o endividamento levava os camponeses à servidão, causando tensão social cada vez maior. Esta tensão culminou na revolta de Cilón durante o arcontado de Mégacles em 632 a.C. Este último, tendo violado o templo de Atena Poliás para massacrar os revoltosos, acabou levando ao banimento da família dos Alcmeônidas à qual pertencia.
No período que segue, as legislações de Drácon e depois Sólon tentam trazer reformas sociais, mas sempre com resultados limitados. A sociedade passou a se agrupar em facções rivais de acordo com as ocupações e riqueza:
- os pediakoi (pedianos), habitantes da planície que compreendia nobres e agricultores ricos, cuja riqueza estava na terra;
- os parálioi (paralianos), habitantes da costa: marinheiros, artesãos e comerciantes cuja riqueza vinha do comércio;

principais rivais nas disputas sociais, e mais tarde, juntos inicialmente em torno de Pisístrato:
- os diakriói (diacleanos), habitantes das colinas, pastores e camponeses pobres que não tinham nem terras nem tiravam riquezas do comércio.

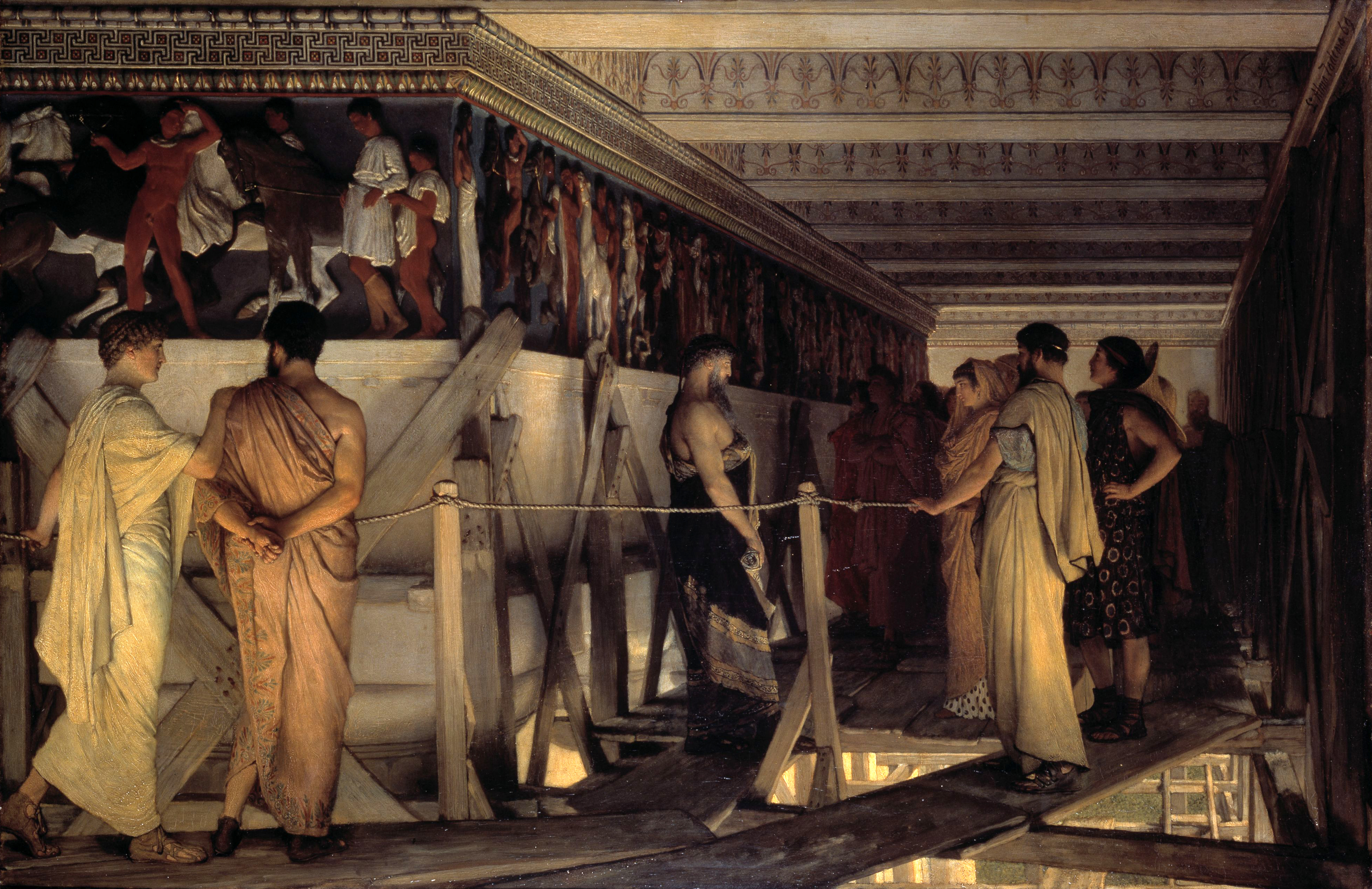
"Fídias mostrando o friso do Partenon a Péricles, Aspásia, Alcibíades e amigos", Sir Lawrence Alma-Tadema, 1868.

Estes últimos foram organizados por Pisístrato numa facção realmente revolucionária, que conquistou o poder e o levou a posição de tirano em 561 a.C. Neste período, Pisístrato promoveu a reforma agrária, saneou as finanças públicas, construiu uma rede de estradas pela Ática e uma rede de abastecimento de água para Atenas. Atenas prosperou como centro de comércio e iniciou sua ascensão para a hegemonia sobre as regiões de raça iônica. Morrendo em 527 a.C., foi sucedido por seus filhos Hípias e Hiparco que continuaram seu trabalho e embelezaram a cidade ainda mais. Entretanto, com a morte de Hiparco em 514 a.C., Hípias tornou-se um tirano violento e impopular, culminando com sua deposição em 510 a.C. Ele ainda tentou recuperar o poder através de aliança com os Persas, auxiliando-os inclusive na batalha de Maratona, mas não obteve sucesso.
Com a queda da tirania começa uma guerra entre os partidários da oligarquia, liderados por Iságoras e da democracia, liderados por Clistenes. A democracia acaba por vencer e Clistenes promove as mudanças que determinariam, segundo Heródoto, a grandeza futura de Atenas. As quatro tribos são reorganizadas em dez tribos, e seus nomes são trocados por novos nomes, baseados em heróis epônimos. Mesmo atacada por vizinhos (Esparta, Beócia e Cálcis) em 506 a.C. a nova democracia consegue repeli-los e assim consolidar sua posição.
Este período inicia a história artística e literária de Atenas, com Pisístrato e seus filhos sendo patronos ardorosos das artes e atraindo artistas e poetas estrangeiros para obras de embelezamento e concursos musicais e poéticos. A escultura da Ática começa a se desenvolver e se espalhar com o crescimento do comércio, assim como a arte da pintura de vasos.

### Guerra do Peloponeso (431–404 a.C.)

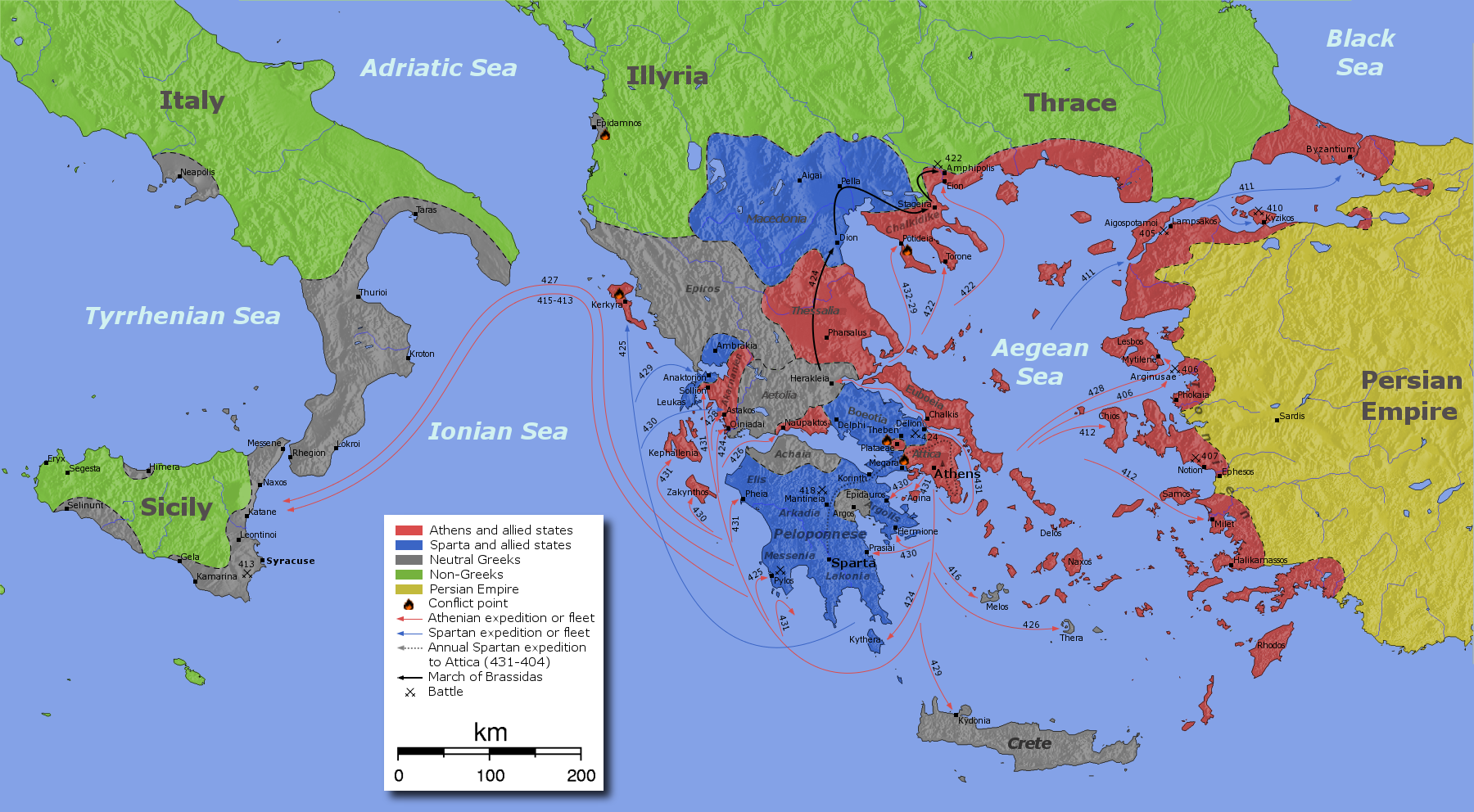
O Mar Mediterrâneo durante a Guerra do Peloponeso.

Apesar de declarada por trinta anos, a paz com Esparta durou apenas quinze. Em 431 a.C. a Guerra do Peloponeso começa entre Atenas e Esparta, e Atenas entra também em guerra contra Corinto na disputa por rotas comerciais. O evento culminante desta guerra - a malfadada expedição ateniense à Sicília - deflagrou a revolta de vários aliados-súditos de Atenas, reprimida com algum sucesso. Ao final da guerra, também os persas se aliaram contra Atenas graças às intrigas de Alcibíades então exilado.
Com todos esses reveses, a própria cidade acabou por se insurgir, e em 411 a.C. um governo oligárquico conhecido como "O Conselho dos Quatrocentos" foi instaurado, complementado nominalmente pela "Assembleia dos Cinco Mil" que nunca foi convocada. Apesar disso a frota de Alcibíades, então chamado de volta, continuou defendendo os ideais democráticos de Atenas. Com a revolta da Eubeia os Quatrocentos acabaram por ser depostos. Terâmenes foi um dos nomes mais importantes tanto no período oligárquico, quanto na sua deposição, e um governo misto de oligarquia e democracia idealizado por ele e baseado na "Assembleia dos Cinco Mil" entrou então em vigor. Esta forma de governo, elogiada por Tucídides e Aristóteles foi finalmente posta de lado em prol do retorno a democracia no ano de 410 a.C. depois da vitória naval em Cízico. A democracia durou até a rendição de Atenas em 404 a.C. quando a oligarquia foi restaurada, subordinada ao comando espartano.
Atenas estava empobrecida e com seu império mutilado depois da guerra, e ficou a mercê do espartano Lisandro. A nova oligarquia liderada por Crítias formou um governo conhecido como "Os Trinta" que deveria governar e elaborar uma nova constituição. Foi composto um conselho de adeptos da oligarquia, os Quinhentos, que impôs um reinado de terror sobre Atenas. Mas as divergências entre os oligarcas levaram a uma guerra civil com os democratas, liderados por Trasíbulo. Com a intervenção de Pausânias, rei de Esparta, a guerra civil terminou com a vitória da democracia em 403 a.C.

### Guerra de Corinto e Segunda Liga Ateniense (395–355 a.C.)
Os antigos aliados de Esparta logo voltaram-se contra ela devido a suas políticas imperialistas, sendo que os ex-inimigos de Atenas, Tebas e Corinto, passaram a ser seus aliados. Argos, Tebas e Corinto, aliada de Atenas, lutaram contra Esparta na decisiva Guerra de Corinto, entre 395 e 387 a.C.
A oposição a Esparta possibilitou que Atenas estabelecesse uma Segunda Liga Ateniense. Finalmente Tebas derrotou Esparta em 371 a.C. na Batalha de Leuctra. No entanto, outras cidades gregas, incluindo Atenas, voltaram-se contra Tebas e seu domínio foi levado ao fim na Batalha de Mantineia (362 a.C.), com a morte de seu líder, o gênio militar Epaminondas.

### Domínio macedônio (355-322 a.C.)
Por meio século, no entanto, o reino da Macedônia, ao norte, estava se tornando dominante nos temas de Atenas, apesar das advertências do último grande estadista de Atenas, Demóstenes. Em 338 a.C., os exércitos de Felipe II derrotaram Atenas na Batalha de Queroneia, limitando efetivamente a independência ateniense.
Atenas e de outras cidades-Estados se tornaram parte da Liga de Corinto. Além disso, as conquistas de seu filho, Alexandre, o Grande, ampliaram os horizontes gregos e tornaram o tradicional modelo de cidades-Estado gregas obsoleto. Antípatro dissolveu o governo de Atenas e estabeleceu um sistema plutocrático em 322 a.C. (ver Guerra Lamiaca e Demétrio de Faleros). Atenas continuou a ser uma cidade próspera, com uma vida cultural brilhante, mas deixou de ser um poder político independente.
No século II a.C., após a Batalha de Corinto (146 a.C.), a Grécia Antiga foi absorvida pela República Romana, ao passar a fazer parte da província romana da Acaia, o que pôs fim aos 200 anos da supremacia da Macedônia.

## Geografia

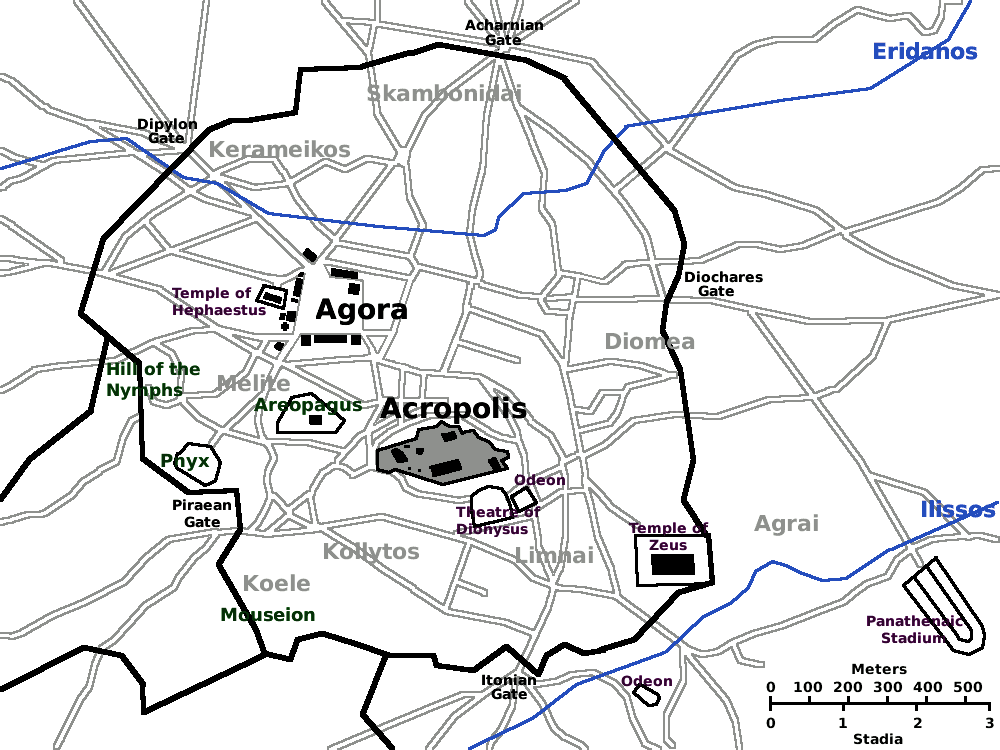
Mapa da cidade antiga.

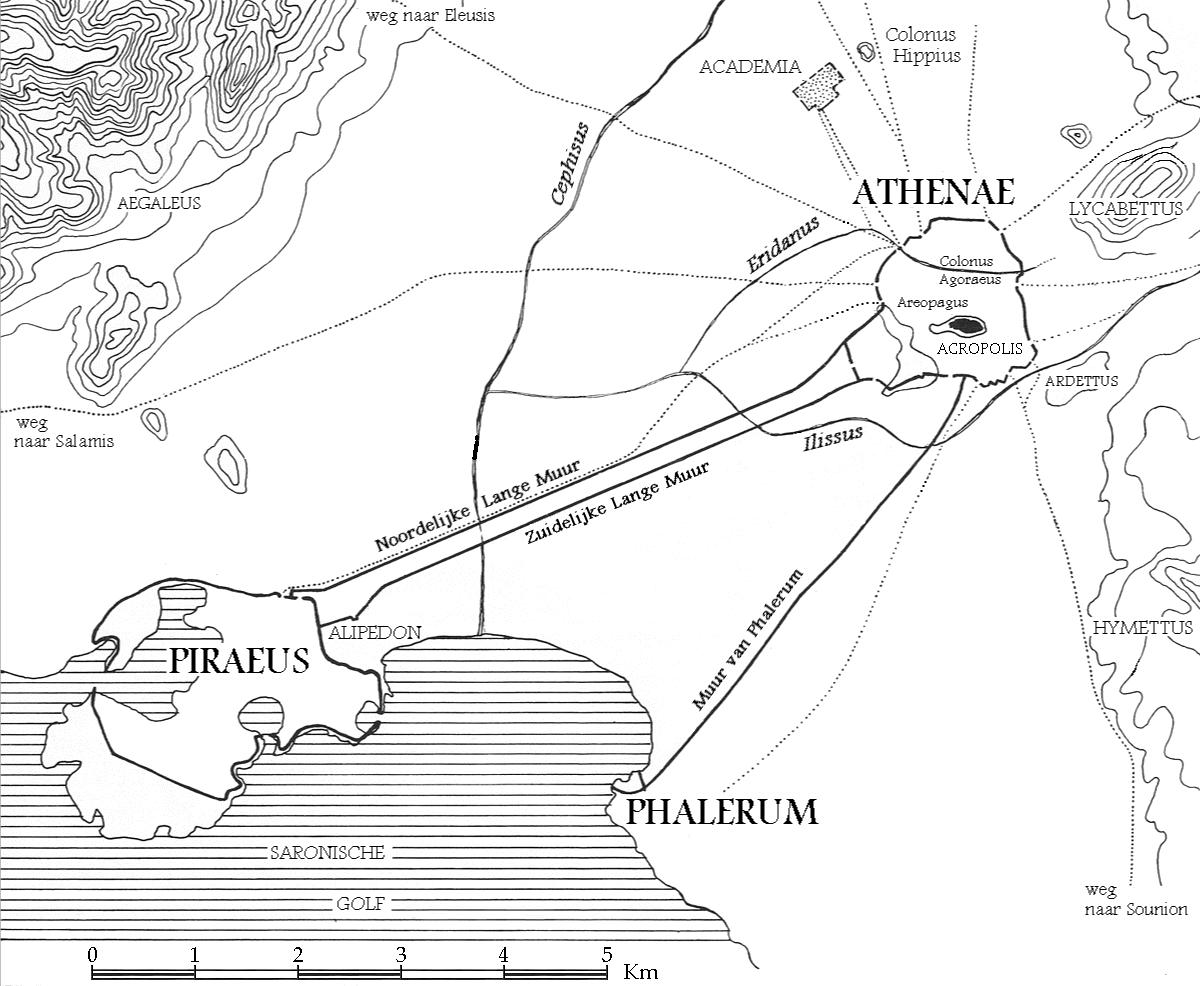
Mapa de Atenas Antiga, com a região cercada pelas Longas Muralhas entre o núcleo da cidade e porto de Pireu.

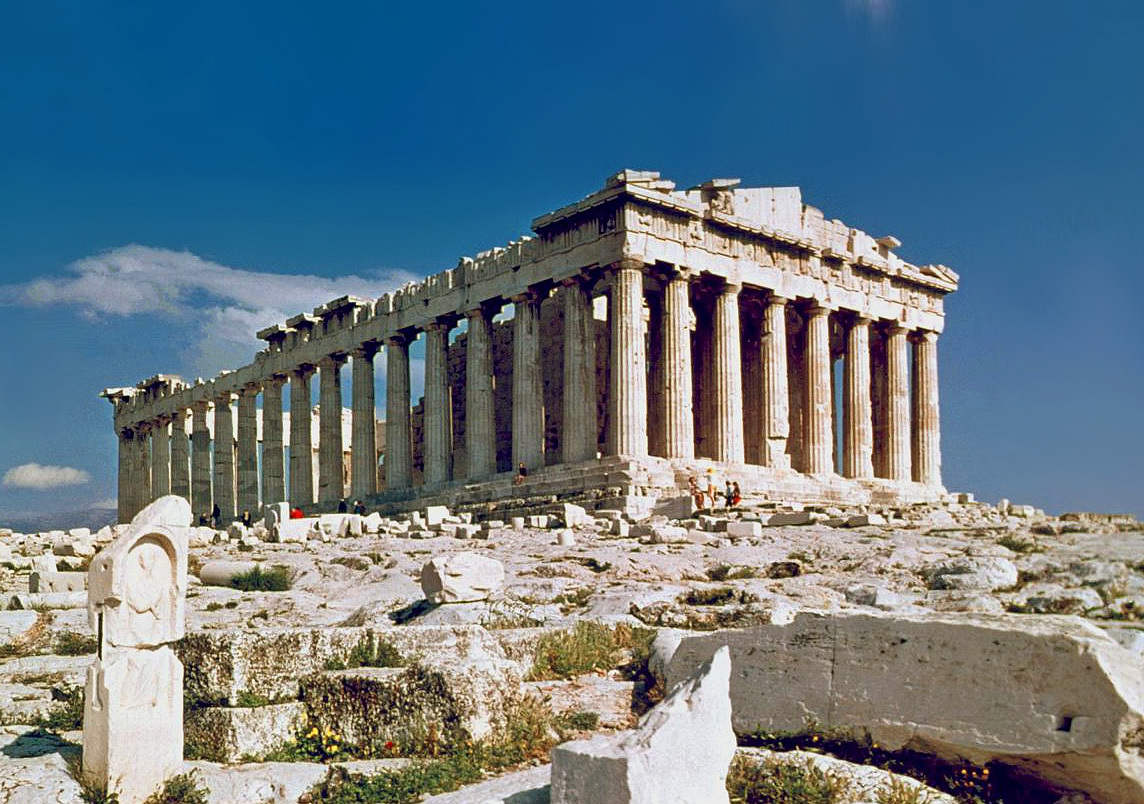
O Partenon, no topo da Acrópole.

Atenas localizava-se na Ática, cerca de 30 estádios do mar, na encosta sudoeste do Monte Licabeto, entre os pequenos rios Cefiso (a oeste), Ilissos (ao sul) e Eridanos (ao norte), sendo que o último corria pelo meio da cidade. A cidade murada media cerca de 1,5 km de diâmetro, embora, em seu auge, subúrbios se estendiam bem além destas muralhas. A Acrópole ficava ao sul do centro desta área murada.
A cidade foi queimada por Xerxes I em 480 a.C., mas logo foi reconstruída sob a administração de Temístocles, além de ter sido adornada com edifícios públicos por Címon e, especialmente, por Péricles, cujo governo (r. 461–429 a.C.) levou a cidade ao seu maior esplendor. Sua beleza era principalmente devida aos seus belos edifícios públicos, visto que as casas particulares eram, em sua maioria, insignificantes e as ruas mal definidas. No fim da Guerra do Peloponeso, a cidade tinha de 10 mil casas, com uma estimativa de 12 habitantes por moradia, o que daria em uma população de cerca de 120 mil habitantes, embora alguns escritores estimem uma população de mais de 180 mil. A Atenas Antiga era constituída por duas partes distintas:
- A cidade propriamente dita, dividida na "Cidade Alta" ou Acrópole e a "Cidade Baixa", cercada com muros por Temístocles.
- A cidade portuária de Pireu, também cercado com muros por Temístocles e ligava à cidade com as Longas Muralhas, construídas sob a administração de Conon e Péricles.

### Longas Muralhas
As Longas Muralhas eram constituídas por dois muros que conduziam ao Pireu, com 40 estádios (ou 7 quilômetros) de comprimento, paralelamente um ao outro e com uma passagem estreita entre eles. Além disso, havia uma muralha em Falero com 35 estádios de comprimento (ou 6,5 km). Havia, portanto, três longos muros ao todo; mas o nome "Longas Muralhas" parece ter sido criado para designar os dois grandes muros que levavam ao Pireu, enquanto o de Falero era chamado de Muralha Faleriana. Todo o circuito de muralhas tinha 174,5 estádios (ou 35 km), dos quais 43 estádios (9 km) pertenciam à cidade, 75 estádios (15 km) às "Longas Muralhas" e 56,5 estádios (11 km) a Pireu, Munichia e Falero.

### Acrópole (Cidade Alta)
A Acrópole, também chamada de Cecropia por conta de seu famoso fundador, Cécrope, é uma rocha íngreme que se ergue em meio a cidade, a cerca de 50 metros de altitude, com 350 metros de comprimento e 150 metros de largura; seus lados foram naturalmente esculpidos em todos os lados, exceto no extremo oeste. Ela era originalmente cercada por uma antiga muralha ciclópica que acredita-se ter sido construída pelos pelasgos.
Na época da Guerra do Peloponeso, apenas a parte norte desta parede permaneceu, enquanto a parte sul, que tinha sido reconstruída por Címon, foi chamado de Muro Cimonian. Na extremidade oeste da Acrópole, onde o acesso é possível, fica os magníficos propileus construído por Péricles, antes do pequeno Templo de Atena Nice. A cúpula da Acrópole era coberto por templos, estátuas de bronze e mármore e várias outras obras de arte. Dos templos, o mais grandioso era o Partenon, dedicado a deusa "virgem" Atena; e o norte do Partenon foi o magnífico Erecteion, contendo três templos separados, um dedicado para Atena Polias (a "Protetora do Estado"), o próprio Erecteion, ou santuário de Erecteu, e o Pandroseion, ou santuário de Pândroso, a filha de Cécrope. Entre o Partenon e Erecteion ficava a colossal a estátua de Atena Promacos, ou a "Lutadora de Frente", cujo capacete e a lança eram o primeiro objeto da Acrópole visível a partir do mar.

## Governo

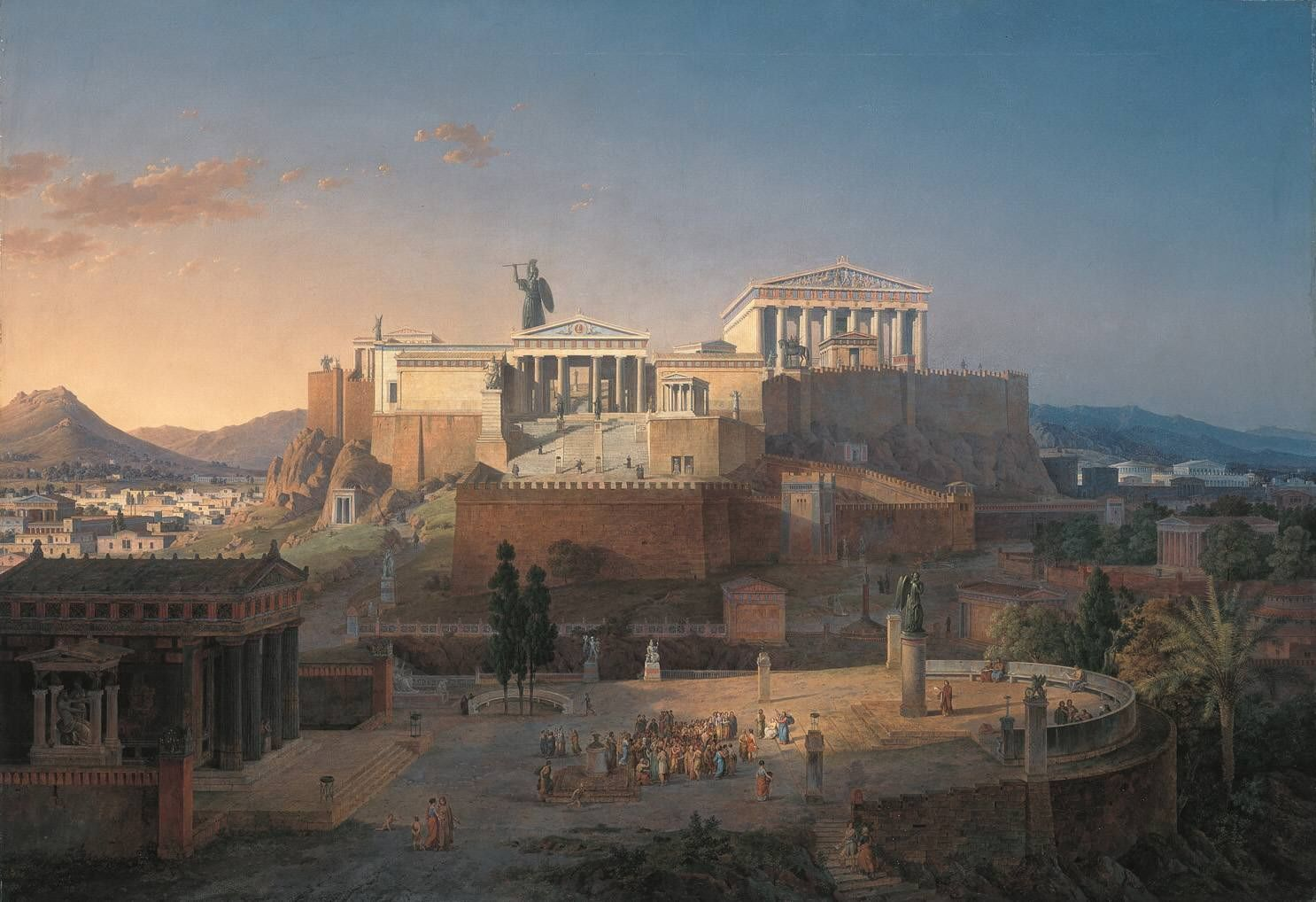
Reconstrução da Acrópole e do Areópago em Atenas, por Leo von Klenze (1846).

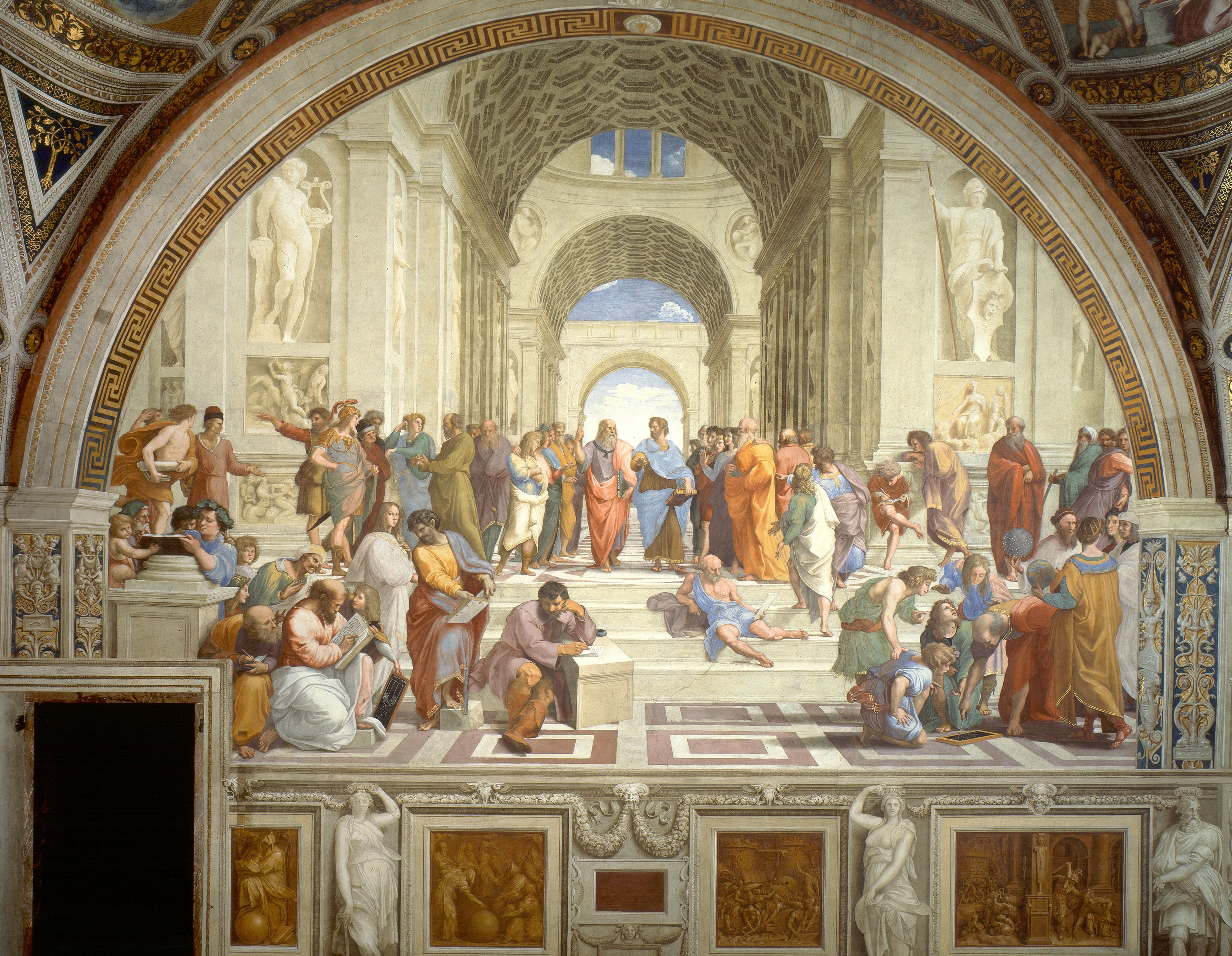
A Escola de Atenas retrata uma reunião dos mais importantes pensadores da antiguidade clássica. Afresco de Rafael Sanzio, 1510-1511.

O governo era inicialmente monárquico, sendo os reis considerados descendentes de Erecteu. A sociedade era organizada em famílias, fratrias e quatro tribos.
A monarquia, porém, acabou por sucumbir aos ataques das famílias aristocráticas (eupátridas) e afinal foi substituída  por três arcontes eleitos (inicialmente por dez anos, depois para mandatos anuais) e por um conselho - a bulé. Os arcontes eram:
- O Arconte-Rei: com funções religiosas, representando a monarquia;
- O Arconte Epônimo: principal governante e juiz supremo. Os anos eram referidos pelo nome do arconte (dizia-se que o evento ocorreu no ano em que tal pessoa era arconte epônimo);
- O Polemarco: comandante supremo do exército, responsável pela segurança do estado.

A exigência por parte das classes mais baixas de que as leis fossem escritas e publicadas levou à designação de mais seis arcontes, os tesmotetas, magistrados responsáveis pela codificação e interpretação das leis, dando origem à organização judiciária no estado ateniense. A bulé, formada por aqueles que já tinham ocupado algum dos cargos de arconte,  partilhava o poder legislativo com a eclésia. Cada uma das quatro tribos se dividia em doze naukrariai, que deviam fornecer uma nau cada uma para a marinha de guerra. Os presidentes das naukrariai formavam um conselho que tinha importante participação na administração da cidade.

### Administração pública
Na democracia ateniense os oradores desempenhavam um papel importantíssimo, pois mesmo sem ter participação no governo tinham influência decisiva nos acontecimentos políticos. Alcibíades, Clêon e Demóstenes foram desses cidadãos comuns que tiveram sua participação na política como oradores.
A administração em geral era feita por autoridades de diversos escalões. Estas eram em geral escolhidas por sorteio, a exceção dos cargos que exigiam algum conhecimento técnico ou experiência. Os mandatos eram de um ano, e em geral eram formadas por juntas de 10 membros, um para cada uma das tribos. Mesmo soando estranho, este sistema de sorteio e decisões colegiadas parece ter dado resultados satisfatórios, afinal os sorteios eram feitos entre candidatos voluntários e estes tinham de passar por exame de capacitação diante da bulé. Além do que, eles eram também obrigados a prestar contas à bulé de todos os seus atos.
Os principais cargos eram os arcontes (com poder judiciário) e os estrategos. Além deles havia os tesoureiros, cujos principais eram os dez tesoureiros de Atena (tamiai), depois os recebedores gerais (apodektai) também em número de 10, que recebiam e distribuíam aos outros magistrados as finanças públicas, de acordo com as necessidades. Outros cargos eram os poletai que vendiam bens confiscados e arrecadavam rendimentos de arrendamentos; praktores que arrecadavam multas judiciais; logistái que examinavam as contas públicas e dos magistrados que deixavam os cargos, todos estes em número de 10. O policiamento era coordenado pelos astynomoi, que se dividiam em cinco para a cidade e cinco para o porto do Pireu, e os reparos das ruas ficavam a cargo dos hodopoi. Havia também outras juntas, como juntas de inspetores de mercado, inspetores de pesos e medidas, etc. Todos eles eram escolhidos por sorteio. Os helanotamiai, tesoureiros dos tributos federais, assim como outros funcionários técnicos (superintendente do abastecimento de águas, comissários de obras públicas, etc.) eram escolhidos por eleição.
O policiamento da cidade ficava por conta de trezentos arqueiros citas, que eram escravos públicos. Os carcereiros e guardas incumbidos de prender malfeitores eram também escravos públicos, e se subordinavam a uma junta conhecida como Os Onze. Diversas outras funções administrativas e burocráticas eram exercidas por escravos públicos, inclusive funções importantes como a guarda dos arquivos públicos.

## Sociedade

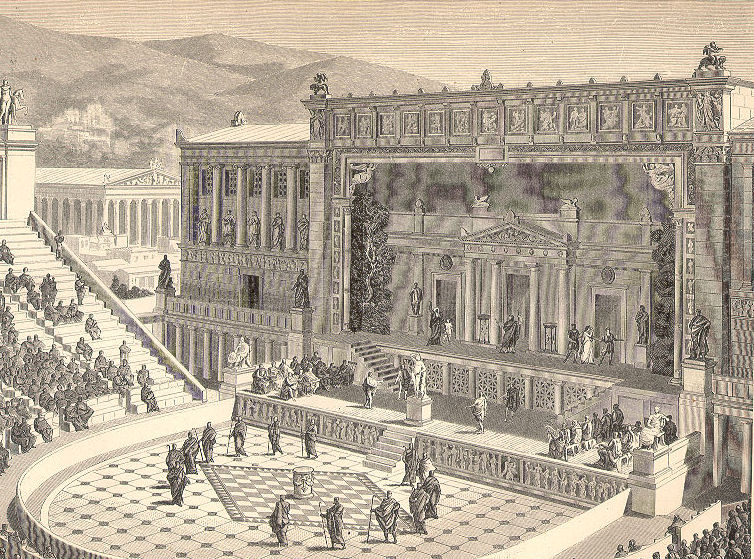
Representação artística do Teatro de Dionísio

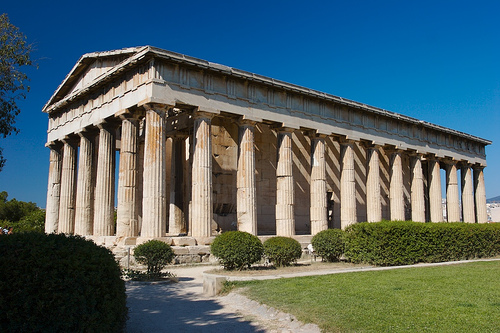
Templo de Hefesto em Atenas

Estima-se, baseado no número de hoplitas, que a população em Atenas no início da Guerra do Peloponeso fosse de cerca de 40 000 cidadãos, que com suas famílias compunham cerca de 140 000 pessoas. Além destes, cerca de 70 000 metecos viviam na cidade, exercendo todo tipo de atividade. O número de escravos é ainda mais difícil de estimar, mas fala-se em cerca de 150 000 a 400 000. O recenseamento efetuado por Demétrio de Falero no final do século IV a.C. revelou os números de 21 000 cidadãos, 10 000 metecos e 400 000 escravos.
Atenas na Antiguidade era uma sociedade não militarista, em oposição a Esparta e se destacava das outras cidades gregas por ter adotado a democracia. Foi fundada no século VIII a.C. na região da Ática. Durante as Guerras Médicas Atenas comandou o exército Grego através da chamada Confederação de Delos.
A sociedade ateniense era dividida no período de seu apogeu em:
- Eupátridas (alta aristocracia, com direito a cidadania, que foi progressivamente abrangendo os menos ricos);
- Metecos (pequenos comerciantes, sem direitos de cidadão) estrangeiros;
- Escravos (prisioneiros de guerra e condenados por algum crime; eram também considerados escravos os que não pagavam dívidas).

A sociedade se dividia ainda em:
- Eupatridas: os nobres, grandes proprietários de terras (Elite política);
- Georgóis: os agricultores, pequenos proprietários de terras (Ficavam com as piores terras);
- Demiourgoi: artesãos, comerciantes;
- Thetas: camponeses pobres e trabalhadores. C[11] lasse mais desfavorecida, viviam em péssimas condições e eram marginalizados socialmente;
- Metecos: Estrangeiros, (não possuíam direitos políticos).

Mais tarde, a divisão passa a se basear na propriedade:
- pentakosiomedimnoi: aqueles que produziam quinhentas medidas de cereal ou azeite em suas propriedades;
- hippeis: aqueles que podiam criar um cavalo - equivalente a trezentas medidas de cereal ou azeite;
- zeugitai: os que produziam duzentas  medidas de cereal ou azeite e por isso podiam criar uma junta de bois;
- thetes: que eram camponeses pobres ou trabalhadores.

## Cultura

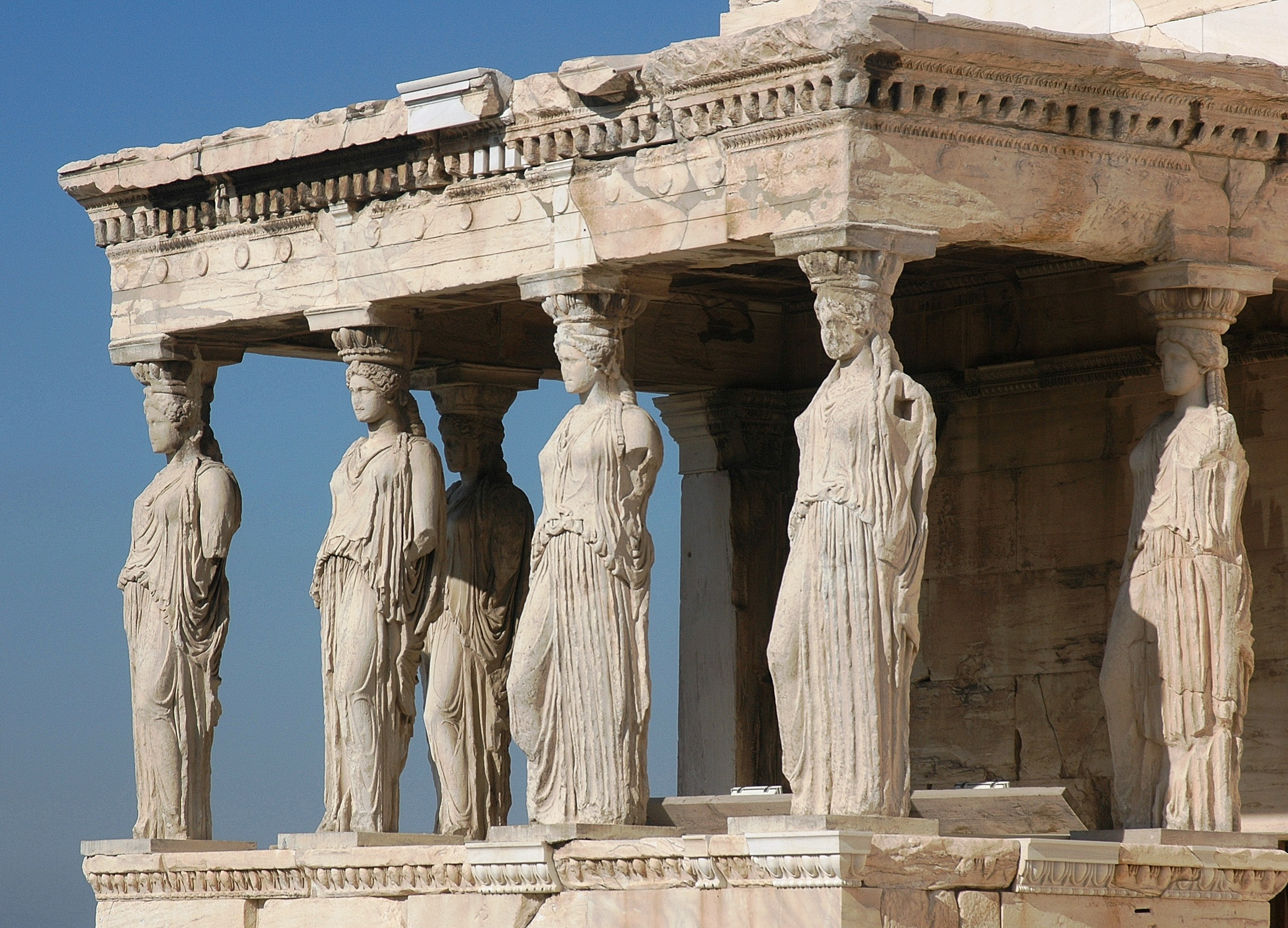
As Cariátides no Erecteion.

### Artes
Nos cinquenta anos que seguiram as Guerras Médicas Atenas viveu um período de florescimento cultural e artístico que faria com que marcaria a cidade. Esta época produziu nomes como Ésquilo, Sófocles, Eurípides, Fídias e Polígnotos. Atenas era a salvadora da Grécia, que a livrara dos bárbaros persas, proporcionava liberdade política e sentimento de independência, e dominava os mares com sua frota. A exaltação provocada pela formação de seu novo império marítimo e dos avanços sociais favoreceu a produção intelectual e cultural, junto com o intercâmbio de ideias proporcionado pela atração de visitantes de todo o mundo grego.